# Adam Foltán
Adam Foltán (* 7. Mai 2000) ist ein ehemaliger slowakischer Radrennfahrer, der auf der Straße aktiv war.

## Sportlicher Werdegang
Nachdem Foltán bereits zwischen 2017 und 2019 an verschiedenen Nachwuchsrennen, wie Course de la Paix Juniors oder Trophée Centre Morbihan, und verschiedenen Erwachsenenrennen, wie Tour of Małopolska oder Kroatien-Slowenien, teilnahm, wurde er zur Saison 2020 von Topforex–Lapierre, einem tschechischen UCI Continental Team, verpflichtet. Nach einem Jahr wechselte er zum slowakischen Team Dukla Banska Bystrica und konnte für das Team seine ersten UCI-Punkte außerhalb von nationalen Meisterschaften sammeln, als er im Jahr 2021 beim Grand Prix Chantal Biya in der Gesamtwertung den sechsten Platz belegte und damit das wertvollste Resultat seiner Karriere erzielte. Nach einem weiteren Jahr bei Dukla Banska Bystrica schloss er sich zur Saison 2023 dem slowakischen Team RRK Group-Pierre Baguette-Benzino an, bei dem international ohne nennenswerte Ergebnisse blieb und im Juni bei den nationalen Meisterschaften letztmalig in Erscheinung trat.
2024 blieb Foltán ohne Team und wurde seitdem nicht mehr in den Ergebnislisten der UCI geführt.